# ワタシが日本に住む理由
『ワタシが日本に住む理由』は、BSテレビ東京にて放送されている、毎回日本に住む外国人ひとりに焦点をあて、日本へ移住するにいたった経緯や日本に住みつづけている理由などをインタビューする番組。それにより外国人から見た日本の魅力および日本人が知らなかった日本を再発見する番組。2016年4月放送開始。

## 概略
番組の流れとしては、毎回、招かれた日本在住外国人が、ある日本家屋の玄関に到着し、（室内へと入り）和風の部屋で椅子にこしかけて日本人司会者（高橋）や日本人アシスタントからインタビューを受ける、というイメージで組み立てられている。冒頭でアシスタントから、その外国人の現在の日本での活動の概略やイメージを短く紹介。つづいて、そもそもなぜ「FAR EAST （極東）」の日本に住むことになったのか視聴者に理解してもらうために、取材にもとづいて制作したVTRを使って、その外国人の生い立ち・少年期・青年期・職歴などを当人の古い写真なども用いつつ説明し、日本に興味を持ったきっかけや次第に日本との縁が深まってゆく過程なども説明。VTRの合間合間で司会者やアシスタントが質問などを投げかけることで、外国人の生の声、生の気持ちも引き出す。そして再度、現在の日本での暮らしぶりに焦点をあてて詳しく描き、地域の人々との交流もVTRで流し、司会者からのインタビューに答えてもらう。「日本で好きな光景は？」という質問にもとづいて制作したVTRで、当人が気に入っている日本の場所なども紹介してもらう。そして番組の締めくくりに入り「ズバリおたずねします。あなたが日本に住む理由は何ですか？」とたずね、日本に住み続けている理由、大抵は、住み続けたくなるくらいに当人が愛している日本の魅力をズバリ答えてもらう。「好きな漢字ひと文字」を事前に当人に選んでもらい自筆で色紙などに書いたものも見せてもらう。また「あえて日本に もの申したいことは何ですか？」と尋ね、日本に対しての苦言や提案も短くコメントしてもらう。番組最後には短いVTRで、当人が家族や知人などと楽しそうに食事をする光景を流す。

## 出演者
毎回、日本在住の外国人が、1名招かれて出演する。この外国人のほうが主たる出演者。
その外国人から話を聞き出す日本人として以下の2名。
- 司会 : 高橋克典
- アシスタント : 繁田美貴 ※

※ 繁田が産休中の1年ほどは池谷実悠が代理でアシスタントを担当した。
- ナレーション

せいら（2016年4月 - 2021年3月）
そな（2021年4月 - 2025年2月）
遠藤葵（2025年3月 - ）

## 歴代製作スタッフ
一部スタッフは以前テレビ東京系の『田舎に泊まろう』に関わっていた為、番組の構成・画面構図・演出等に同様部分がある。
- 監修：五十嵐洋文
- 構成：小山協子、天野慎也
- ロケ技術：加藤正純、石原勇太、伊奈一樹、薬袋孝人、鈴木康男、小林啓一、奥野颯馬、松村幸徳、鈴木裕之、倉持友和 (ドローン撮影兼務)、大成公識、上村真司、住吉貞基、山下 晶、若林宏美、吉田貴由　他【週替り】
- スタジオ技術
  - カメラ：小川正明、矢田部 修、松下謙二、松岡達也、南谷浩之【週替り】
  - 音声：小林寿恵、小笹直樹【週替り】
  - 照明：尾山隆之、大沼 静、山下由美、野村久数【週替り】
- スタイリスト：小川カズ、興津靖江
- メイク：佐藤健之、竹田博美
- 車輌：スターラインエクスプレス
- 生花：ハルカゼフラワー
- 編集：柴崎 弘、生江正俊、宮地 栞、葛西耕介、石渡雄太、長谷部裕悠、佐々木有紀、新田昌志、山口竜二、須藤美有、名越義和　他【週替り】
- MA：イトルべ・セバスチャン
- サウンドデザイン：中村友美
- 技術協力：港家、BRAISE、コールツプロダクション
- リサーチ：増田崇志 (フルタイム)
- 制作協力：EN NETWORK
- 編成：髙橋一馬
- 宣伝：村田真琴
- デスク：藤原菜々子、堀尾柚月
- AP：宮澤唯菜 (以前は制作スタッフ)
- 制作スタッフ：坂詰麗斗、早川瑞紀、大久保優成、黒川蒼汰、舩田桃奈【週替り】
- 演出・ディレクター：山口阿子、永井裕史 (離脱時期有り)、大嶋健彦、矢部宏光、岡田俊介、安田在炫、越智 優、白石宗之【週替り】
- プロデューサー：三沢大助、橋本尚敏、平位祐一郎、新本奈美
- 製作：BSテレ東、Next

### 過去のスタッフ
下記スタッフはリピート放送時に表記される。
- 協力：グレートインターナショナル
- 技術協力：コールツプロダクション札幌
- 音楽協力：テレビ東京ミュージック
- 制作協力：WOOD’S OFFICE (以前は製作)[1]
- メイク：飯面裕士、松下智実
- 編成：佐藤まりこ、都筑貴雅、中福島健斗
- 宣伝：松坂忠光、高橋いおり、矢羽々美紗子、矢山海咲
- デスク：利根比呂子、伏見祐希、氏家留香
- AP：越山結希
- AD (制作スタッフ)：齋藤晴菜、和田真由子、松本瑠偉、長井舞子、白 雪、金 水正、劉 知禹、稲垣杜武、渡辺真依、高根沢美星、梨本奈那、五十嵐未樹、松山理沙、加藤梨菜
- ディレクター：熊谷充史、上田航輔 (以前はAD)、本田菜々子 (以前は制作スタッフ)
- 演出・ディレクター：嵯峨圭樹、小亀聡史、工藤鈴花、緑川大介
- プロデューサー：梅﨑 陽、松田麻希、三浦正義 (離脱時期有り)
- 製作：UNION

## 楽曲
- 『フォレスト・ガンプ組曲』（アラン・シルヴェストリ作曲・編曲）など。
- エンディング　Sacra e sole「虹の彼方で」[3]（2020年3月 - 2021年3月）、「ドロんこ軽トラのKISEK!」[4]（2021年4月 - 2023年3月）

## ネット局
| 放送対象地域 | 放送局         | 系列           | 放送時間           | 遅れ        | 放送開始日    |
| ------------ | -------------- | -------------- | ------------------ | ----------- | ------------- |
| 日本全域     | BSテレ東       | テレビ東京系列 | 土曜 21:00 - 21:54 | 制作局      | 2016年4月     |
| 京都府       | KBS京都（KBS） | 独立局         | 木曜 21:00 - 21:55 | 約2ヶ月遅れ | 2019年10月1日 |
| 新潟県       | 新潟放送(BSN)  | TBS系列        | 月曜 10:25 - 11:20 | 約2年遅れ   | 2025年4月7日  |

## 放送時間
- 2016年 4月 - 2021年3月　月曜日　21:00 - 21:54
- 2021年 4月 - 2021年9月　水曜日　19:49 - 20:49
- 2021年10月 - 2024年3月  水曜日　19:55 - 20:54
- 2024年 4月 -　              　土曜日  21:00 - 21:54